# Xystrocera marginipennis
Xystrocera marginipennis là một loài bọ cánh cứng trong họ Cerambycidae.